# Каменярка
Каменярка (Histrionicus histrionicus) — вид птахів родини качкових (Anatidae).

## Поширення
Вид поширений на північному заході та північному сході Північної Америки, в Гренландії, Ісландії та на сході Росії. Зимує на узбережжі Атлантичного та Тихого океанів. Дуже рідкісний мігрант в Західній Європі.

## Опис
Качка завдовжки 38-43 см, вагою 600 г. Селезень темний з іржаво-рудими боками, біло плямою у формі півмісяця перед оком, білим нашийником, білими плямами і смужками по боках голови і на тулубі. Голова і шия у нього чорні, матові. Самиця теж темна, з трьома білими цятками на голові.